# 수영로 (부산)
수영로(水營路)는 부산광역시 남구 문현 교차로와 수영구 수영교를 잇는 부산광역시의 도로이다. 수영구 지역의 중심을 통과하는 도로이기 때문에 수영로라는 명칭이 붙었다.
본래 해운대구 중동사거리까지 구간이 모두 수영로라고 칭했으나 도로명 체계 변경으로 수영교 ~ 올림픽 교차로 구간은 APEC로로, 올림픽 교차로 ~ 중동사거리 구간은 해운대로가 되었다. 전 구간 부산광역시도 제20호선 전포대로에 속한다.

## 주요 경유지
부산광역시
- 남구 - 수영구

## 노선
| 이름                                      | 접속 노선                                                             | 소재지        | 소재지        | 비고                                            |
| 자성로와 직결                             | 자성로와 직결                                                         | 자성로와 직결 | 자성로와 직결 | 자성로와 직결                                   |
| ----------------------------------------- | --------------------------------------------------------------------- | ------------- | ------------- | ----------------------------------------------- |
| 문현 교차로                               | 부산광역시도 제71호선 (우암로) (전포대로)                             | 부산광역시    | 남구          |                                                 |
| 문현램프                                  | 부산광역시도 제11호선 (번영로)                                        | 부산광역시    | 남구          | 구서 방면으로 진출만 가능 문현 방면 진입만 가능 |
| 지게골역 대연고개                         |                                                                       | 부산광역시    | 남구          |                                                 |
| 못골역                                    | 못골로                                                                | 부산광역시    | 남구          |                                                 |
| 못골사거리                                | 천제등로                                                              | 부산광역시    | 남구          |                                                 |
| 대연사거리 (대연역)                       | 부산광역시도 제2001호선 (진남로) 유엔평화로                           | 부산광역시    | 남구          |                                                 |
| 남부산농협                                | 못골로 수영로250번길                                                  | 부산광역시    | 남구          |                                                 |
| 용소삼거리 (경성대학교) (경성대·부경대역) | 부산광역시도 제2002호선 (용소로)                                      | 부산광역시    | 남구          |                                                 |
| 대남 교차로                               | 부산광역시도 제24호선 (황령대로)                                      | 부산광역시    | 남구          |                                                 |
| 대남 교차로                               | 부산광역시도 제24호선 (황령대로)                                      | 부산광역시    | 수영구        |                                                 |
| 남천역                                    |                                                                       | 부산광역시    |               |                                                 |
| KBS삼거리                                 | 부산광역시도 제2003호선 (광남로) 남천동로                             | 부산광역시    |               |                                                 |
| KBS 부산방송총국                          |                                                                       | 부산광역시    |               |                                                 |
| 금련산역                                  | 남천바다로 수영로497번길                                              | 부산광역시    |               |                                                 |
| 장대골삼거리 (광안역)                     | 광안로                                                                | 부산광역시    |               |                                                 |
| 수영 교차로 (수영역)                      | 부산광역시도 제32호선 (연수로)                                        | 부산광역시    |               |                                                 |
| 민락역                                    |                                                                       | 부산광역시    |               |                                                 |
| 민락 교차로                               | 부산광역시도 제79호선 (좌수영로) 부산광역시도 제2401호선 (민락수변로) | 부산광역시    |               |                                                 |
| 수영교                                    |                                                                       | 부산광역시    |               |                                                 |
| 센텀남대로와 직결                         |                                                                       |               |               |                                                 |

## 주요 건물 및 시설
- 문현4동주민센터 (부산광역시 남구 수영로 12)
- 부산문현동우체국 (부산광역시 남구 수영로 56)
- 지게골역 (부산광역시 남구 수영로 지하70)
- 대연6동주민센터 (부산광역시 남구 수영로 155)
- 못골역 (부산광역시 남구 수영로 지하170)
- 대연역 (부산광역시 남구 수영로 지하242)
- 대연119안전센터 (부산광역시 남구 수영로 279)
- 경성대학교 (부산광역시 남구 수영로 309)
- 경성대·부경대역 (부산광역시 남구 수영로 지하324)
- 대연지구대 (부산광역시 남구 수영로 328)
- 대연3동주민센터 (부산광역시 남구 수영로 345)
- 남천역 (부산광역시 수영구 수영로 지하410)
- KBS 부산방송총국 (부산광역시 수영구 수영로 429)
- 금련산역 (부산광역시 수영구 수영로 지하482)
- 광안역 (부산광역시 수영구 수영로 지하576)
- BHS한서병원 (부산광역시 수영구 수영로 615)
- 수영역 (부산광역시 수영구 수영로 지하677)
- 민락역 (부산광역시 수영구 수영로 지하769)